# BB-WAVE.tv 〜勝利の方程式〜
『BB-WAVE.tv 〜勝利の方程式〜』（ビービーウェーブドットティービー しょうりのほうていしき）は、2002年10月12日から2004年6月26日までテレビ東京系列局で放送されていたテレビ東京製作の経済ドキュメンタリー番組である。NECの一社提供。全84回。
この項目では、2002年4月7日から同年9月29日までテレビ東京で放送されていた前身番組『SUCCESS IN BUSINESS B-WAVE.tv 〜勝利の方程式〜』についても触れる。

## 概要
勝ち残りに成功したビジネスマンたちの人物像と、そこへたどり着くまでの彼らの奮闘ぶりを紹介していた番組シリーズで、番組はそれを「勝利の方程式」と呼んでいた。
この番組シリーズは、同時期にNECがBIGLOBE上に開設したBB-WAVE.com （現・BB-WAVE）との連動番組として放送されていた。当初は連動先の名称と合致しない『B-WAVE.tv』をタイトルに用いていたが、その半年後にはそれに合わせるかのように『BB-WAVE.tv』と改めた。また、『B-WAVE.tv』当時はテレビ東京ほか一部のネット局のみで放送されていたが、『BB-WAVE.tv』への改題とともにテレビ東京系全国ネットへと移行した。
なお、同じくBB-WAVEとの連動番組として放送されていたラジオ番組に、ニッポン放送の『お願い!DJ!小林克也はっぴぃウィークエンド』および『お願い!DJ!小林克也青春ベストヒットリクエスト』内で放送の『NECトレンドナビゲーター』と、『高橋克実と山瀬まみ おしゃべりキャッチミー』内で放送の『NECトレンドキャッチ』がある。

## ナビゲーター
- 筧利夫 - 2002年4月から2003年3月（『BB-WAVE.tv』の途中）まで担当。
- 鈴木杏樹 - 2003年4月（『BB-WAVE.tv』の途中）から2004年6月まで担当。

## 放送局

### B-WAVE.tv
| 放送対象地域 | 放送局     | 系列           | 放送日時           | 備考      |
| ------------ | ---------- | -------------- | ------------------ | --------- |
| 関東広域圏   | テレビ東京 | テレビ東京系列 | 日曜 10:00 - 10:30 | 製作局    |
| 大阪府       | テレビ大阪 | テレビ東京系列 | 土曜 18:30 - 19:00 | 6日遅れ   |
| 日本全域     | BSジャパン | BSデジタル放送 | 日曜 18:00 - 18:30 | 8時間遅れ |

### BB-WAVE.tv
| 放送対象地域   | 放送局         | 系列           | 放送日時                                                                  | 備考           |
| -------------- | -------------- | -------------- | ------------------------------------------------------------------------- | -------------- |
| 関東広域圏     | テレビ東京     | テレビ東京系列 | 土曜 22:30 - 22:54                                                        | 製作局         |
| 北海道         | テレビ北海道   | テレビ東京系列 | 土曜 22:30 - 22:54                                                        | 同時ネット     |
| 愛知県         | テレビ愛知     | テレビ東京系列 | 土曜 22:30 - 22:54                                                        | 同時ネット     |
| 大阪府         | テレビ大阪     | テレビ東京系列 | 土曜 22:30 - 22:54                                                        | 同時ネット     |
| 岡山県・香川県 | テレビせとうち | テレビ東京系列 | 土曜 22:30 - 22:54                                                        | 同時ネット     |
| 福岡県         | TVQ九州放送    | テレビ東京系列 | 土曜 22:30 - 22:54                                                        | 同時ネット     |
| 日本全域       | BSジャパン     | BSデジタル放送 | 日曜 18:00 - 18:30 （筧利夫担当期） 日曜 18:00 - 18:24 （鈴木杏樹担当期） | 19時間30分遅れ |